# هرمنغيلدو غوتيريز
هرمنغيلدو غوتيريز (بالبرتغالية: Hermenegildo Guterres) ولد نحو عام 850 – وتوفي بعد مايو 912)،  كان كونت كويمبرا وأحد كبار نبلاء جليقية في القرنين التاسع والعاشر، خدم الملك ألفونسو الثالث بصفته رئيس البلاط، وكان شخصية بارزة وفاعلة في البلاط الملكي، ابنته إلبيرة أصبحت الزوجة الأولى لأردونيو الثاني الذي اعتلى لاحقًا عرش مملكة ليون، مما جعلها الملكة القرينة.

## السيرة الذاتية
الكونت هرمنغيلدو هو ابن الكونت غوتيرّ وزوجته إلبيرة،  وظهر لأول مرة في الوثائق التاريخية في عام 869، حين شارك مع حموه الكونت غاتون، حاكم أستورغا وال بييرزو في تسوية نزاع بين ملك أستورياس والأسقف ماورو. أما آخر ظهور موثق له فكان في مايو 912، حين شهد على هبة قدمها نسيبه الملك أردونيو الثاني لصالح كاتدرائية سانتياغو دي كومبوستيلا. عُرف بولائه الشديد للملك ألفونسو الثالث، الذي كافأه بلقب إيرل مايوردمو، وأغدق عليه العديد من الألقاب والممتلكات مقابل خدماته الجليلة للمملكة. 
برز هرمنغيلدو كقائد عسكري خلال حروب الاسترداد، ففي عام 878 تصدّى لهجوم المسلمين المغاربة على بورتو وكويمبرا، وانتصر عليهم، ثم أشرف على إعادة إسكان هذه المناطق، إلى جانب براغا، فيسيو، ولاميغو، بسكان من جليقية بعد طرد الموريسكيين منها، وقد ورث أبناؤه تلك الممتلكات، وتولى الحكم في كونتية كويمبرا بوصفه كونتًا، غير أن الكونتية سقطت مرة أخرى بيد المسلمين في عام 987 على يد المنصور بن أبي عامر، وبقيت تحت سلطتهم حتى عام 1064، حين استعادها المسيحيون بقيادة فرناندو الأول، وتحديدًا على يد المستعرب سيسناندو دافيدس، الذي عُيّن كونتًا عليها.
وفي عام 895 تمكّن هرمنغيلدو من قمع تمرد قادته إحدى الأسر الجليقية النبيلة ضد ملك أستورياس، وقد صودرت ممتلكاتهم ونُقل بعضها إليه مكافأة له على ولائه.

## الزواج والذرية
تزوّج هرمنغيلدو من أرميسيندا ابنة الكونت غاتون،  ويُعتقد أنها كانت ابنة عم الملك ألفونسو الأول ملك ليون، وأن أباها الكونت غاتون كان شقيق أردونيو الأول، وقد أثمر هذا الزواج عن قيام واحدة من أقوى الأسر النبيلة في جليقية والبرتغال الناشئة. أبناؤهم:
- أياس، [6][7] خلف والده كـكونت كويمبرا، وتزوّج من أرميسيندا جونديسينديث.[7]
- إلبيرة، [6][7] التي اقترنت حوالي عام 900 بالملك المستقبلي أردونيو الثاني، وكانت والدة أبنائه ألفونسو الرابع وراميرو الثاني.
- غوتيرّ، [6] خلف أخاه كـكونت كويمبرا، وتزوّج من إيلدوارا ابنة الكونت إيرو فرنانديز.[7] وقد أنجبا أبناءً عدة، من أبرزهم سانت روديسيند.
- إنديركوينا، تزوجت من جونديسيندو نجل الكونت إيرو فرنانديز.[6][7]
- إيلدونزا أو أيلدونزا، اقترنت بـغوتيرّ أوسوريو، [6][7] كونت لورنزا، وأنجبت منه عدة أبناء، من أبرزهم الملكة أدوسيندا غوتيريز، الزوجة الأولى للملك راميرو الثاني ملك ليون، وكذلك أوسوريو غوتيريز، الملقب بـالكونت القديس (el conde santo)، ومؤسس دير لورنزا.
- باتروينا.[7]
- جوديلونا، تزوجت من الكونت لوسيديو ڤيمارنس من بورتس كال، وهو نجل الكونت ڤيمارا بيريز.[8]